# Anemanthele lessoniana
Genre
Espèce
Anemanthele lessoniana est une espèce de plantes à fleurs , la seule du genre Anemanthele, de la famille des Poaceae.